# Син платакс
Сините платакси (Platax orbicularis) са вид актиноптери от семейство Лопатови риби (Ephippidae).
Те са незастрашен вид.
Таксонът е описан за пръв път от Пер Форскол през 1775 година.